# Acanthodelta cinereovirescens
Acanthodelta cinereovirescens là một loài bướm đêm trong họ Noctuidae.